# Heinrich Eisenbach

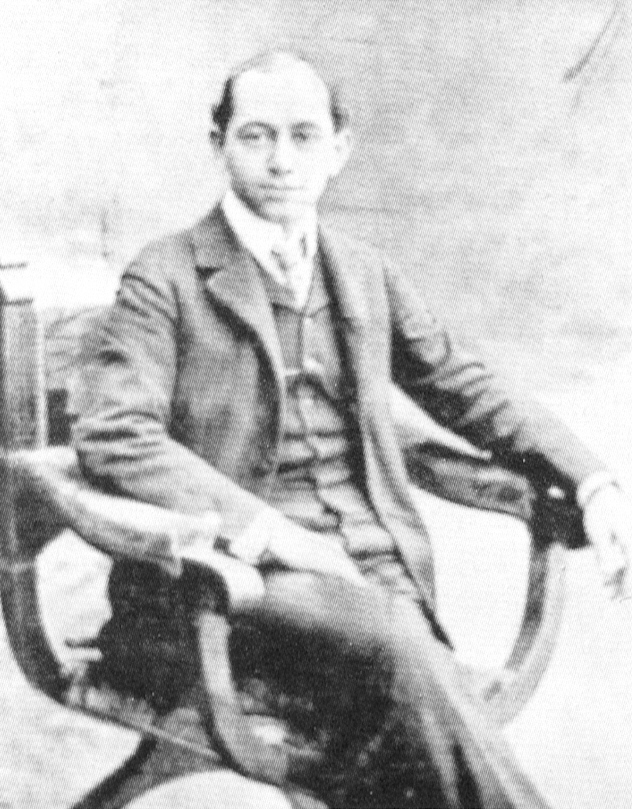
Heinrich Eisenbach am Budapester Orpheum.

Heinrich Eisenbach (* 10. August 1870 in Wien, Österreich-Ungarn; † 14. April 1923 in Wien, Österreich) war einer der bedeutendsten Kabarettisten und Groteskkomiker Wiens zur Jahrhundertwende und Star des Kabarettensembles Budapester Orpheum.

## Leben

### Familie und Herkunft
Heinrich Eisenbach wurde am 10. August 1870 in Wien II., Novaragasse 30 als Sohn des Krakauer Großkaufmanns Julius Eisenbach und dessen Frau Pauline geb. Feller geboren. Die Geburt wurde in die Geburtsmatrik der Israelitischen Kultusgemeinde in Wien eingetragen, der oft genannte Geburtsort Krakau ist unrichtig. Er hatte nur noch einen älteren Bruder Isidor Eisenbach, der in Rzeszów in Galizien geboren wurde. 1911 wurde er von Samuel Wottitz adoptiert.
Heinrich Eisenbach war über seine zweite Frau Maria geb. Pfleger (1879–1958; Künstlername: Mitzi Telmont) und deren Schwester Hermine Pfleger (Künstlername: Mia May) der Schwager des Filmkünstlers Joe May. Sein Adoptivsohn war der Aufnahmeleiter und Filmproduzent Viktor Eisenbach.

### Karriere
Seine ersten öffentlichen Auftritte absolvierte er ab 16 als „Negerclown“ in Zirkussen. Bald übersiedelte er nach Budapest, wo er in Konzertcafés als Gesangskomiker auftrat. So lernte er auch seine spätere Ehefrau Anna kennen, mit der er häufig von Couplets (siehe auch Wiener Couplet) begleitete Grotesktänze vorführte. Diese Tanzcouplets bildeten anfänglich auch ihr Repertoire bei der Budapester Orpheumgesellschaft. Diesem Kabarettensemble gehörten zahlreiche jüdische Komiker, Coupletsänger und Kabarettisten an, und somit einige der bedeutendsten Wiener Unterhaltungskünstler der Jahrhundertwende und darüber hinaus, wie etwa Armin Berg oder Hans Moser. Heinrich Eisenbach, der auch unter dem Spitznamen „Wamperl“ bekannt war, zählte ebenfalls dazu und prägte das Budapester Orpheum während seiner zwanzigjährigen Mitgliedschaft von 1894 bis 1914 bedeutend mit. Die dortigen „Hausautoren“ Louis Taufstein, Josef Armin und Adolf Glinger schrieben ihm seine „Soloszenen auf den Leib“.
1907 gründete Eisenbach seine eigene Gesellschaft, die er „Eisenbach - Budapester Varieté“ nannte und im Hotel Stephanie spielte, trat jedoch auch weiterhin für die „Budapester Orpheumgesellschaft“ auf. Dort lernte er auch seine zweite Ehefrau, die Sängerin Mitzi Telmont, kennen. Aufgrund von Meinungsverschiedenheiten zwischen Eisenbach und den Direktoren der Budapester Orpheumgesellschaft, die patriotische bis kriegsverherrlichende Vorträge im Programm haben wollten, verließ Eisenbach gemeinsam mit einem Großteil des Ensembles die Gesellschaft und sie spielten fortan unter verschiedenen Namen wie „Eisenbachs Budapester“ oder „Eisenbachs Possen Ensemble“ in verschiedenen Etablissements. 1915 zogen sie schließlich in eine feste Spielstätte in der Annagasse: das „Max und Moritz“ im St. Annahof. Dort blieben sie bis zu Eisenbachs Tod 1923.
Einen Zuverdienst schaffte sich Eisenbach durch das Malen von Landschaftsbildern, die er zum Meterpreis von zwei Gulden verkaufte. Daneben gastierte Eisenbach an verschiedenen Wiener Bühnen und wirkte in Stummfilmen mit. Der 1916 erschienene Film Sami, der Seefahrer wies nicht nur Komiker wie Eisenbach und Armin Berg als Schauspieler auf, sondern basierte auch auf einem von Eisenbach verfassten Lustspiel. Bekannte Kabarettsoloszenen führte er in Filmen wie Hausball beim Blunzenwirt oder Klabriaspartie, wo das Verhalten jüdischer Kartenspieler im Kaffeehaus gezeigt wird, auf.
Er ruht in einem ehrenhalber gewidmeten Grab auf dem Hietzinger Friedhof (Gruppe 12, Nummer 150) in Wien. 1955 wurde die Eisenbachgasse in Wien-Hietzing nach ihm benannt.
Zumindest einmal in seinem Leben hat Eisenbach unter schweren melancholischen Zuständen gelitten. Das berichtet einer der berühmtesten Patienten von Sigmund Freud in seinen Memoiren. Freud hat ihm selber davon erzählt, „wie einmal ein kleiner unscheinbarer Mann zu ihm in die Ordination gekommen“ ist wegen seiner Depressionen und Freud sich sehr wunderte, dass es sich um den damals bekanntesten Wiener Komiker handelte.

## Rezeption

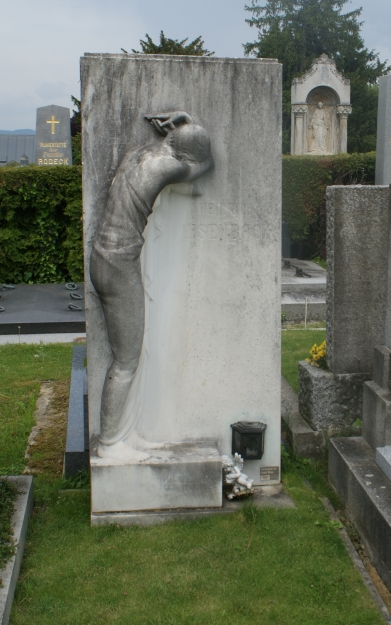
Grabstätte von Heinrich Eisenbach

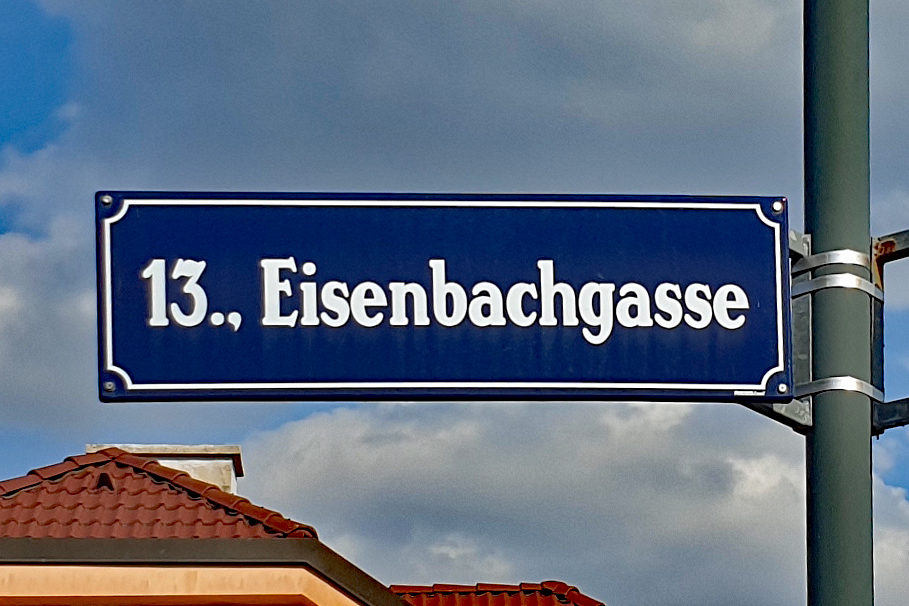
Straßenschild Eisenbachgasse

„Er bot auf seinem Brettl diese zynischen Scherze, die so durchleuchtet sind von unerbitterlicher Menschenkenntnis, diese gesalzenen Späße, die laugenscharf sind von unbarmherziger Selbstironie, diese überwältigenden Anekdoten, die erst nachträglich, erst nachdem sie von der allgemeinen Heiterkeit bebrüllt wurden, sich aufschließen und den Kern von Lebensweisheit, den sie bergen enthüllen. [...] Seine Kunst war von der Art, aus der sich die Anfänge des Theaters entwickelten. Er war Improvisator, Rhapsode, Stegreifdichter und Darsteller seiner selbst. Diese Art gedeiht heute nur in seltenen Exemplaren, nur da und dort, in Singspielhallen und ähnlichen Lokalen. Er war, in unserer Zeit, das vollendetste Exemplar dieser Gattung.“

## Filmografie (Auswahl)
- 1912: Die Zirkusgräfin (Regie: Felix Dörmann)
- 1912: Wamperls und Siegellacks Liebesabenteuer[7]
- 1915: Charly, der Wunderaffe (Regie: Joe May)
- 1915: Moritz Wasserstrahl als Stratege (Regie: Joe May)
- 1916: Sami, der Seefahrer (Regie: Carl Wilhelm)
- 1917: Er muß sie haben (Regie: Alfred Halm)[7]
- 1918: Das Nachtlager von Mischli-Mischloch (Regie: Fritz Freisler)
- 1921: Das Geld auf der Straße (Regie: Reinhold Schünzel)
- 1922: Die Drei Marien und der Herr von Marana (Regie: Reinhold Schünzel)